# Comets de Houston
Les Comets de Houston (en anglais : Houston Comets, « les Comètes de Houston ») sont une ancienne franchise féminine de basket-ball américaine appartenant à la WNBA basée à Houston, au Texas, elle était liée au Rockets de Houston. Fondée en 1997, l'équipe fait partie des huit franchises originelles et a remporté les quatre premiers championnats de l'existence de la ligue. Elle est l'une des deux équipes de la WNBA qui sont invaincues lors des finales de la WNBA avec le Storm de Seattle. Les Comets sont l'équipe avec le Lynx du Minnesota et le Storm de Seattle à avoir le plus de titre (4). L'équipe disparue de la ligue en 2008 car aucun nouveau propriétaire n'a pu être trouvé.
Les Comets ont connues certaine des plus grandes stars du basket féminin. Parmi les joueuses qui son passée par les Comets, il y a Cynthia Cooper la première MVP est membre du Basketball Hall of Fame, Sheryl Swoopes 3 fois MVP est membre du Basketball Hall of Fame, Kim Perrot qui a succombé à un cancer en 1999, Michelle Snow qui a été deux fois all star et Tina Thompson quatre fois championne, neuf fois all star et membre du Basketball Hall of Fame.

## Historique de la franchise

### Première dynastie de la WNBA (1997-2000)
Les Comets sont l'une des équipes fondatrices de la WNBA. Les premières joueuses de la ligue vont être repartie en fonction de leur provenance régionale, la ligue mise sur cette stratégie afin d'avoir des chances de remplir les salles. Sheryl Swoopes qui est meilleur joueuse universitaire en 1993 et qui vient d'être championne olympique, est attribuée à la seule franchise de son état natal du Texas. La scoreuse prolifique en Europe, Cynthia Cooper, est aussi attribuée au Comets. De l'aveu de Val Ackerman, la première présidente de la WNBA, la ligue a sous-estimé le niveau de Cooper alors âgé de 34 ans. Lors de la draft de 1997, alors que toutes les équipes bénéficiaient d’autant de chances d’obtenir le premier choix, c’est Houston qui tire la boule gagnante. Les Comets sélectionne Tina Thompson, joueuse de l'Université de Californie du Sud, ils choisissent aussi Janeth Arcain en treizième position. 
Lorsque le coup d'envoi de la saison 1997 est donné, les Comets ne partent pas favori ce sont plutôt les gros marchés de New York et de Los Angeles les favoris des pronostiqueur. Mais c'est bien Houston qui va faire parler, Cooper avec 22,2 points de moyenne et bien aidé par Thompson, permette au Comets de gagnée 18 victoire sur les 28 rencontre, se bilan permet au Comets d'avoir l'avantage du terrain en playoffs. En demi-finales des playoffs, les Comets affrontent le Sting de Charlotte, ils gagnent la rencontre 70 à 54. Ils remportent la finale contre le Liberty de New York sur le score de 65 à 61. Les Comets remportent le premier titre de la WNBA.
Lorsque la ligue s'est agrandie la saison suivante, les Comets ont été déplacés de la Conférence Est à la Conférence Ouest. Les Comets récupèrent aussi Sheryl Swoopes qui, enceinte, avait manqué la majeure partie de la saison précédente.
Les Comets établissent une série de 15 victoires consécutives. Ce record ne sera battu qu'en 2001 par les Sparks de Los Angeles avec 18 victoires de suite. Ils finissent la saison avec 27 victoire pou 3 défaite pour un pourcentage de victoires de 0,900, un record de la WNBA qui tient toujours. En playoffs, les Comets battent en demi-finales le Sting de Charlotte deux manches à zéro. Lors de la finale, les Comets battent le Mercury de Phoenix deux manches à une. Les Comets sont championnes pour la deuxième année consécutive. Cynthia Cooper remporte un deuxième titre de MVP et MVP des finales. Le trio Cynthia Cooper, Sheryl Swoopes et Tina Thompson (complété par Janeth Arcain) est le plus dominant de la ligue.
La saison 1999 est marqué par le décès de la meneuse titulaire des Comets Kim Perrot le 19 août, leadeuse vocale importante sur le terrain et de réputation généreuse en dehors, elle est extrêmement appréciée au sein de l’effectif des Comets et même dans la ligue tout entière. Lors des Finales WNBA, les Comets, championnes en titre s'imposent sur la première manche qui est disputée à New York. Le Liberty est nettement dominé en première mi-temps de la seconde manche, mais parvient à combler ses 18 points de retard sur le terrain de Houston. Tina Thompson donne un avantage de deux points aux Comets à 2,4 secondes de la fin du match. Mais Teresa Weatherspoon réussit un des tirs les plus légendaires de l'histoire de la WNBA pour sauver son équipe de l'élimination et égaliser en réussissant de son demi-terrain un tir de très longue distance face aux Comets, connu comme « The Shot ». Pour la belle, toujours dans le Texas, Cynthia Cooper retrouve son niveau de MVP pour inscrire 24 points complétés par 11 rebonds et conduire les Comets à un succès sur le score de 59 à 47 avec 13 points et 6 rebonds de Tina Thompson had 13 points. Houston remporte le troisième de ses quatre titres consécutifs. Lors d’une émouvante célébration d’après-match, le maillot floqué de Kim Perrot et de son numéro 10 est brandi par les joueuses face à un public, le maillot est toujours accroché au plafond du Toyota Center des Rockets de Houston.
En remportant le titre en 2000, les Comets accomplissent un exploit qui n'avait pas été fait dans les sports nord-américains de haut niveau depuis les Celtics de Boston dans les années 1960. Les Comets, comme pour l'année précédente, remportent le titre contre le Liberty de New York 3-1 en finales WNBA. Sheryl Swoopes remporte son premier titre de MVP et Cynthia Cooper remporte son quatrième titre consécutif de Meilleure joueuse des Finales WNBA. C'est le dernier championnat et la dernière apparition des Comets en finale de l'histoire de la franchise.

### Fin du régne (2001-2002)

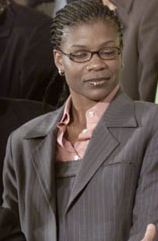
Sheryl Swoopes à la Maison blanche en 2001.

La saison 2001 commence par la retraite de Cooper, à 38 ans la double MVP et quadruple MVP des finales décide à contrecœur de mettre un terme à sa carrière, estimant encore en avoir sous le pied. Une lutte de pouvoir s’installe dans le vestiaire des Comets, l’avènement définitif de Swoopes qui vient de remporter son premier titre de MVP, Cooper a beaucoup de mal à accepter la redéfinition de son rôle au sein de la hiérarchie des Comets. Sheryl Swoopes qui a pour objectif d'aller conquérir un cinquième titre, se rompt les ligaments croisés antérieurs du genou et se voit contrainte de déclarer forfait pour l’intégralité de l’exercice. Tina Thompson devient dès lors la leadeuse du vestiaire des Comets. Elle parvient à maintenir le navire à flot, mais l'effectif trop court cette année, ne parvient pas à prolonger l'aventure en playoffs, les Comets connaissent leur première défaite en playoffs de leur histoire contre les Sparks de Los Angeles menéee par sa MVP Lisa Leslie future championne de la saison 2001.
La saison suivante est marquée par le retour à la compétition de Swoopes. Les Comets finissent deuxièmes de la conférence ouest avec un bilan de 24 victoires pour 8 défaites, lors des playoffs elles sont battues en demi-finale par Starzz de l'Utah en trois manches (1-2). Swoopes est redevenue après sa blessure une des meilleures joueuses de la ligue finissant MVP et meilleure défenseure de la saison, elle est sélectionnée dans la première équipe All-WNBA. Tina Thompson est toujours une des meilleures joueuses de la ligue terminant dans la deuxième équipe All-WNBA.

### Nouveau propriété et nouvelle maison (2007)
La franchise texane est cédée par son propriétaire historique en 2007, puis de nouveau mise en vente lors de la saison 2008 pour 10 millions de dollars mais aucun acquéreur ne se manifeste, alors que le propriétaire se révèle peu solide. Le changement de salle en 2008 avait notamment désorienté les fans.

### Fin de la franchise (2008)
En décembre 2008, la WNBA annonce la fin de la franchise de Houston, quadruples championnes WNBA, faute de repreneur. La présidente de la ligue Donna Orender lui rend hommage : « Vous ne pouvez pas ignorer le fait que cette équipe a été le moteur qui a permis de lancer la Ligue ». Une draft de dispersion est alors organisée le 8 décembre 2008. La dissolution des Comets fait douter de la viabilité de la WNBA. En laissant mourir la franchise la plus emblématique depuis le début de la ligue, la WNBA voit sa légitimité prendre un sérieux coup tant sur le coté sportif que financiers. En plus de perdre la franchise, elle pert aussi les fans d'un ville qui les soutenait sincèrement.

### Postérité
Les Comets laissent derrière elles un impact considérable pour toutes une génération de jeune athlètes américaines et dans l'histoire du sport en Amérique du Nord. Les comets figurent parmi les équipes à avoir remporté quatre championnat consécutifs avec les Celtics de Boston, les Yankees de New York, les Islanders de New York et des Canadiens de Montréal.

## Palmarès, bilan et récompences

### Palmarès
| Championnat nationale                                                             | Autres titres                                        |
| - Women's National Basketball Association (4) - Champion : 1997, 1998, 1999, 2000 | - Conférence Ouest (3) - Champion : 1998, 1999, 2000 |

## Joueuses et personnalités

### Propriétaires
- Leslie Alexander (1997-2006)
- Hilton Koch (2007-2008)
- WNBA (2008)

### Entraîneurs
Les Comets n'ont eu que deux entraîneurs au cours de leurs 11 saisons dans la WNBA. Les Comets ont célébré leurs plus grands succès sous Van Chancellor, avec qui les Comets ont remporté le championnat quatre fois de suite. Chancellor a été élu entraîneur de l'année WNBA en 1997, 1998 et 1999. Lorsque les Comets ont été vendus à Hilton Koch, Chancellor a démissionné de son poste d'entraîneur. Son poste a été repris par Karleen Thompson, qui était auparavant entraîneur adjoint des Comets. Thompson n'a jamais participé aux séries éliminatoires au cours de ses deux saisons en tant qu'entraîneure des Comets.
| Nom              | Début | Fin  | Saisons | Saison régulière | Saison régulière | Saison régulière | Saison régulière | Playoffs | Playoffs | Playoffs | Playoffs |
| Nom              | Début | Fin  | Saisons | V                | D                | PCT              | M                | V        | D        | PCT      | M        |
| ---------------- | ----- | ---- | ------- | ---------------- | ---------------- | ---------------- | ---------------- | -------- | -------- | -------- | -------- |
| Van Chancellor   | 1997  | 2006 | 10      | 211              | 111              | .655             | 322              | 20       | 14       | .588     | 34       |
| Karleen Thompson | 2007  | 2008 | 2       | 30               | 38               | .441             | 68               | -        | -        | -        | -        |

### Joueuses
Franchise Leaders en Saison régulière
| Place | Nom de la joueuse  | Points |
| ----- | ------------------ | ------ |
| 1er   | Tina Thompson      | 5 424  |
| 2e    | Sheryl Swoopes     | 4 399  |
| 3e    | Janeth Arcain      | 2 652  |
| 4e    | Cynthia Cooper     | 2 601  |
| 5e    | Michelle Snow      | 2 255  |
| 6e    | Dominique Canty    | 783    |
| 7e    | Tiffani Johnson    | 699    |
| 8e    | Sancho Lyttle      | 651    |
| 9e    | Tamecka Dixon      | 594    |
| 10e   | Hamchétou Maïga-Ba | 512    |

| Place | Nom de la joueuse  | Rebonds |
| ----- | ------------------ | ------- |
| 1er   | Tina Thompson      | 2 211   |
| 2e    | Michelle Snow      | 1 575   |
| 3e    | Sheryl Swoopes     | 1 334   |
| 4e    | Janeth Arcain      | 919     |
| 5e    | Tiffani Johnson    | 643     |
| 6e    | Sancho Lyttle      | 569     |
| 7e    | Cynthia Cooper     | 403     |
| 8e    | Tammy Jackson      | 393     |
| 9e    | Dominique Canty    | 344     |
| 10e   | Hamchétou Maïga-Ba | 221     |

| Place | Nom de la joueuse | Passes |
| ----- | ----------------- | ------ |
| 1er   | Sheryl Swoopes    | 901    |
| 2e    | Cynthia Cooper    | 602    |
| 3e    | Tina Thompson     | 575    |
| 4e    | Janeth Arcain     | 469    |
| 5e    | Dominique Canty   | 265    |
| 6e    | Michelle Snow     | 262    |
| 7e    | Kim Perrot        | 230    |
| 8e    | Shannon Johnson   | 168    |
| 9e    | Dawn Staley       | 161    |
| 10e   | Tamecka Dixon     | 155    |

Franchise Leaders en playoffs
| Place | Nom de la joueuse | Points |
| ----- | ----------------- | ------ |
| 1er   | Sheryl Swoopes    | 517    |
| 2e    | Cynthia Cooper    | 443    |
| 3e    | Tina Thompson     | 440    |
| 4e    | Janeth Arcain     | 274    |
| 5e    | Michelle Snow     | 127    |
| 6e    | Tammy Jackson     | 71     |
| 7e    | Dominique Canty   | 67     |
| 8e    | Kim Perrot        | 57     |
| 9e    | Tiffani Johnson   | 48     |
| 10e   | Polina Tzekova    | 32     |

| Place | Nom de la joueuse | Rebonds |
| ----- | ----------------- | ------- |
| 1er   | Tina Thompson     | 225     |
| 2e    | Sheryl Swoopes    | 183     |
| 3e    | Janeth Arcain     | 114     |
| 4e    | Michelle Snow     | 89      |
| 5e    | Tammy Jackson     | 79      |
| 6e    | Cynthia Cooper    | 66      |
| 7e    | Tiffani Johnson   | 61      |
| 8e    | Dominique Canty   | 37      |
| 9e    | Kim Perrot        | 25      |
| 10e   | Polina Tzekova    | 23      |

| Place | Nom de la joueuse  | Passes |
| ----- | ------------------ | ------ |
| 1er   | Sheryl Swoopes     | 104    |
| 2e    | Cynthia Cooper     | 94     |
| 3e    | Tina Thompson      | 48     |
| 4e    | Janeth Arcain      | 41     |
| 5e    | Kim Perrot         | 29     |
| 6e    | Dominique Canty    | 28     |
| 7e    | Michelle Snow      | 17     |
| 8e    | Dawn Staley        | 16     |
| 9e    | Sonja Henning      | 15     |
| 10e   | Coquese Washington | 11     |

Records individuels
| Statistique                    | Nom de la joueuse | Nombre |
| ------------------------------ | ----------------- | ------ |
| Matchs joués                   | Tina Thompson     | 332    |
| Interceptions                  | Sheryl Swoopes    | 589    |
| Contres                        | Michelle Snow     | 264    |
| Panier                         | Tina Thompson     | 1 915  |
| 3 points                       | Tina Thompson     | 495    |
| lancers francs                 | Tina Thompson     | 1 099  |
| Pourcentage de réussite        | Michelle Snow     | 50,5   |
| Pourcentage à 3 points         | Cynthia Cooper    | 37,7   |
| Pourcentage aux lancers francs | Cynthia Cooper    | 87,1   |

| Statistique                    | Nom de la joueuse | Nombre |
| ------------------------------ | ----------------- | ------ |
| Matchs joués                   | Tina Thompson     | 34     |
| Interceptions                  | Sheryl Swoopes    | 65     |
| Contres                        | Tina Thompson     | 33     |
| Panier                         | Sheryl Swoopes    | 184    |
| 3 points                       | Tina Thompson     | 42     |
| lancers francs                 | Cynthia Cooper    | 138    |
| Pourcentage de réussite        | Janeth Arcain     | 42,1   |
| Pourcentage à 3 points         | Tina Thompson     | 35,9   |
| Pourcentage aux lancers francs | Sheryl Swoopes    | 85,9   |

### Maillots retirés
Les maillots retirés de la franchise de Houston sont les suivants :

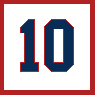
Kim Perrot, 1997-1998
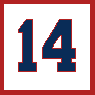
Cynthia Cooper, 1997-2000, 2003